# Tonje Løseth
Tonje Løseth (* 1. Januar 1991 in Bergen, Norwegen) ist eine norwegische Handballspielerin, die für den dänischen Erstligisten København Håndbold aufläuft.

## Karriere

### Im Verein
Løseth spielte anfangs für die norwegischen Vereine Bønes, Årstad und TIF Viking. Anschließend schloss sich die Rückraumspielerin Tertnes IL an. Im September 2010 gewann Løseth mit Tertnes ein Pokalspiel der 2. Runde mit 41:18 gegen die unterklassige Mannschaft Os, schied jedoch trotzdem aus, da sie und fünf weitere Mitspielerinnen nicht spielberechtigt waren. Für Tertnes nahm sie ab der Saison 2010/11 bis 2014/15 in jeder Spielzeit am Europapokal teil.
Løseth schloss sich im Sommer dem deutschen Bundesligisten TuS Metzingen an. Mit Metzingen stand sie in der Saison 2015/16 im Finale des EHF-Pokals sowie eine Saison später im Finale des DHB-Pokals, jedoch scheiterte sie in beiden Endspielen an den jeweiligen Gegner. 2017 wechselte Løseth zum dänischen Erstligisten Herning-Ikast Håndbold. Im Jahr 2019 scheiterte sie mit Herning-Ikast Håndbold im Finale um die dänische Meisterschaft an Team Esbjerg. Ab der Saison 2020/21 stand sie beim französischen Erstligisten Brest Bretagne Handball unter Vertrag. Mit Brest gewann sie 2021 sowohl die französische Meisterschaft als auch den französischen Pokal. Zur Saison 2022/23 wechselte sie zum dänischen Erstligisten Odense Håndbold. Ab dem Dezember 2023 pausierte sie aufgrund ihrer ersten Schwangerschaft. Nach der Geburt ihres Kindes schloss sich Løseth im September 2024 dem dänischen Erstligisten København Håndbold an, bei dem sie anfänglich erst am Trainingsbetrieb teilnimmt.
Løseth wird ab der Saison 2025/26 als Spielertrainerin beim norwegischen Erstligisten Molde HK tätig sein.

### In der Nationalmannschaft
Løseth bestritt ihre ersten Auswahlspiele für die norwegische Juniorinnennationalmannschaft, für die sie insgesamt fünf Mal zum Einsatz kam. Am 24. Mai 2013 gab sie ihr Debüt für die norwegische A-Nationalmannschaft. Bislang bestritt sie zehn A-Länderspiele, in denen sie drei Treffer erzielte. Weiterhin absolvierte sie ab dem Jahr 2014 neun Partien für norwegische B-Auswahl.